# 人見米次郎

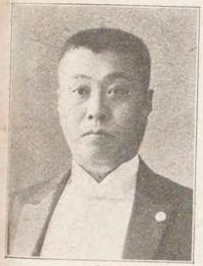
人見米次郎

人見 米次郎（ひとみ よねじろう、1868年10月24日（明治元年9月9日） - 1935年（昭和10年）1月6日）は、日本の政治家。衆議院議員（1期）。

## 経歴
滋賀県出身。1879年、彦根初等師範学校(現・滋賀県立彦根東高等学校)卒。数学とドイツ語を学ぶ。第百三十三国立銀行(現・滋賀銀行)、日本生命保険、神戸井上倉庫各(株)勤務を経て、運送業と日豪貿易を営み、欧米各国を巡遊する。また、神戸市会議員となる。
1912年の第11回衆議院議員総選挙において滋賀県郡部から立憲国民党公認で立候補して当選した。衆議院議員を1期務め、1915年の第12回衆議院議員総選挙には立候補しなかった。1935年に死去した。